# Osinobus
Osinobus – polski samochód do przewozu większej liczby osób, produkowany przez Zakład Budowy Maszyn Osiny na bazie kolejnych modeli samochodu ciężarowego Star 28/29, z kabiną pasażerską zabudowaną w miejsce skrzyni ładunkowej.
Pierwszy autobus został zmontowany w jednym z wydziałów Kopalni Rud Żelaza „Osiny” na własne potrzeby – transportu. Ponieważ na rynku brakowało podobnych pojazdów, konstrukcja spotkała się z zainteresowaniem. Produkcja „Osinobusów” stała się jedną z ważniejszych w przedsiębiorstwie przekształconym w Zakład Budowy Maszyn „Osiny” w Poraju. Było to wynikiem zamykania kopalń rudy żelaza. Na podwoziach samochodów ciężarowych w ZBM „Osiny”, oprócz „Osinobusów”, produkowano także uproszczone samochody strażackie oraz samochody taktyczne dla Milicji Obywatelskiej (MO). Produkcja w dużej części odbywała się na Wydziale W-33 w Nowej Wsi.
„Osinobus” nie był pierwszą tego typu konstrukcją w Polsce; w Jelczu od 1954, na bazie Stara 20, produkowano tzw. autobus zastępczy, popularnie nazywany Stonką. Wykorzystywanie podwozia od samochodu ciężarowego do budowy autobusu jest nadal stosowane w Ameryce Północnej w autobusach szkolnych i specjalnych, w Europie jest (poza Rosją) rzadko spotykane w XXI wieku.